# Liste der Bodendenkmale im Kreis Dithmarschen
In der Liste der Bodendenkmale im Kreis Dithmarschen sind die Bodendenkmale im schleswig-holsteinischen Kreis Dithmarschen nach dem Stand der Bodendenkmalliste des Archäologischen Landesamts Schleswig-Holstein von 2016 aufgelistet.
Die Kulturdenkmale sind in der Liste der Kulturdenkmale im Kreis Dithmarschen erfasst.
| Gemeinde/ Stadt                  | Bodendenkmalliste                                           | Wappen | Lage | Bild eines Bodendenkmals |
| -------------------------------- | ----------------------------------------------------------- | ------ | ---- | ------------------------ |
| Albersdorf                       | Liste der Bodendenkmale in Albersdorf (Holstein)            |        |      |                          |
| Arkebek                          | Liste der Bodendenkmale in Arkebek                          |        |      |                          |
| Averlak                          | Liste der Bodendenkmale in Averlak                          |        |      |                          |
| Bargenstedt                      | Liste der Bodendenkmale in Bargenstedt                      |        |      |                          |
| Barkenholm                       | Liste der Bodendenkmale in Barkenholm                       |        |      |                          |
| Barlt                            | Liste der Bodendenkmale in Barlt                            |        |      |                          |
| Bergewöhrden                     | Liste der Bodendenkmale in Bergewöhrden                     |        |      |                          |
| Brickeln                         | Liste der Bodendenkmale in Brickeln                         |        |      |                          |
| Brunsbüttel                      | Liste der Bodendenkmale in Brunsbüttel                      |        |      |                          |
| Buchholz                         | Liste der Bodendenkmale in Buchholz (Dithmarschen)          |        |      |                          |
| Bunsoh                           | Liste der Bodendenkmale in Bunsoh                           |        |      |                          |
| Burg (Dithmarschen)              | Liste der Bodendenkmale in Burg (Dithmarschen)              |        |      |                          |
| Busenwurth                       | Liste der Bodendenkmale in Busenwurth                       |        |      |                          |
| Büsum                            | Liste der Bodendenkmale in Büsum                            |        |      |                          |
| Büsumer Deichhausen              | Liste der Bodendenkmale in Büsumer Deichhausen              |        |      |                          |
| Dellstedt                        | Liste der Bodendenkmale in Dellstedt                        |        |      |                          |
| Delve                            | Liste der Bodendenkmale in Delve                            |        |      |                          |
| Diekhusen-Fahrstedt              | Liste der Bodendenkmale in Diekhusen-Fahrstedt              |        |      |                          |
| Dingen                           | Liste der Bodendenkmale in Dingen                           |        |      |                          |
| Dörpling                         | Liste der Bodendenkmale in Dörpling                         |        |      |                          |
| Eddelak                          | Liste der Bodendenkmale in Eddelak                          |        |      |                          |
| Eggstedt                         | Liste der Bodendenkmale in Eggstedt                         |        |      |                          |
| Elpersbüttel                     | Liste der Bodendenkmale in Elpersbüttel                     |        |      |                          |
| Epenwöhrden                      | Liste der Bodendenkmale in Epenwöhrden                      |        |      |                          |
| Fedderingen                      | Liste der Bodendenkmale in Fedderingen                      |        |      |                          |
| Frestedt                         | Liste der Bodendenkmale in Frestedt                         |        |      |                          |
| Friedrichsgabekoog               | Liste der Bodendenkmale in Friedrichsgabekoog               |        |      |                          |
| Friedrichskoog                   | Liste der Bodendenkmale in Friedrichskoog                   |        |      |                          |
| Gaushorn                         | Liste der Bodendenkmale in Gaushorn                         |        |      |                          |
| Glüsing                          | Liste der Bodendenkmale in Glüsing (Dithmarschen)           |        |      |                          |
| Großenrade                       | Liste der Bodendenkmale in Großenrade                       |        |      |                          |
| Groven                           | Liste der Bodendenkmale in Groven (Dithmarschen)            |        |      |                          |
| Gudendorf                        | Liste der Bodendenkmale in Gudendorf                        |        |      |                          |
| Hedwigenkoog                     | Liste der Bodendenkmale in Hedwigenkoog                     |        |      |                          |
| Heide                            | Liste der Bodendenkmale in Heide (Holstein)                 |        |      |                          |
| Hellschen-Heringsand-Unterschaar | Liste der Bodendenkmale in Hellschen-Heringsand-Unterschaar |        |      |                          |
| Helse                            | Liste der Bodendenkmale in Helse                            |        |      |                          |
| Hemme                            | Liste der Bodendenkmale in Hemme                            |        |      |                          |
| Hemmingstedt                     | Liste der Bodendenkmale in Hemmingstedt                     |        |      |                          |
| Hennstedt                        | Liste der Bodendenkmale in Hennstedt (Dithmarschen)         |        |      |                          |
| Hillgroven                       | Liste der Bodendenkmale in Hillgroven                       |        |      |                          |
| Hochdonn                         | Liste der Bodendenkmale in Hochdonn                         |        |      |                          |
| Hollingstedt                     | Liste der Bodendenkmale in Hollingstedt (Dithmarschen)      |        |      |                          |
| Hövede                           | Liste der Bodendenkmale in Hövede                           |        |      |                          |
| Immenstedt                       | Liste der Bodendenkmale in Immenstedt (bei Albersdorf)      |        |      |                          |
| Kaiser-Wilhelm-Koog              | Liste der Bodendenkmale in Kaiser-Wilhelm-Koog              |        |      |                          |
| Karolinenkoog                    | Liste der Bodendenkmale in Karolinenkoog                    |        |      |                          |
| Kleve                            | Liste der Bodendenkmale in Kleve (Dithmarschen)             |        |      |                          |
| Krempel                          | Liste der Bodendenkmale in Krempel (Dithmarschen)           |        |      |                          |
| Kronprinzenkoog                  | Liste der Bodendenkmale in Kronprinzenkoog                  |        |      |                          |
| Krumstedt                        | Liste der Bodendenkmale in Krumstedt                        |        |      |                          |
| Kuden                            | Liste der Bodendenkmale in Kuden                            |        |      |                          |
| Lehe                             | Liste der Bodendenkmale in Lehe (Dithmarschen)              |        |      |                          |
| Lieth                            | Liste der Bodendenkmale in Lieth                            |        |      |                          |
| Linden                           | Liste der Bodendenkmale in Linden (Dithmarschen)            |        |      |                          |
| Lohe-Rickelshof                  | Liste der Bodendenkmale in Lohe-Rickelshof                  |        |      |                          |
| Lunden                           | Liste der Bodendenkmale in Lunden                           |        |      |                          |
| Marnerdeich                      | Liste der Bodendenkmale in Marnerdeich                      |        |      |                          |
| Marne                            | Liste der Bodendenkmale in Marne (Holstein)                 |        |      |                          |
| Meldorf                          | Liste der Bodendenkmale in Meldorf                          |        |      |                          |
| Neuenkirchen                     | Liste der Bodendenkmale in Neuenkirchen (Dithmarschen)      |        |      |                          |
| Neufeld                          | Liste der Bodendenkmale in Neufeld (Dithmarschen)           |        |      |                          |
| Neufelderkoog                    | Liste der Bodendenkmale in Neufelderkoog                    |        |      |                          |
| Nindorf                          | Liste der Bodendenkmale in Nindorf (bei Meldorf)            |        |      |                          |
| Norddeich                        | Liste der Bodendenkmale in Norddeich (Dithmarschen)         |        |      |                          |
| Norderheistedt                   | Liste der Bodendenkmale in Norderheistedt                   |        |      |                          |
| Nordermeldorf                    | Liste der Bodendenkmale in Nordermeldorf                    |        |      |                          |
| Norderwöhrden                    | Liste der Bodendenkmale in Norderwöhrden                    |        |      |                          |
| Nordhastedt                      | Liste der Bodendenkmale in Nordhastedt                      |        |      |                          |
| Odderade                         | Liste der Bodendenkmale in Odderade                         |        |      |                          |
| Oesterdeichstrich                | Liste der Bodendenkmale in Oesterdeichstrich                |        |      |                          |
| Oesterwurth                      | Liste der Bodendenkmale in Oesterwurth                      |        |      |                          |
| Offenbüttel                      | Liste der Bodendenkmale in Offenbüttel                      |        |      |                          |
| Osterrade                        | Liste der Bodendenkmale in Osterrade                        |        |      |                          |
| Ostrohe                          | Liste der Bodendenkmale in Ostrohe                          |        |      |                          |
| Pahlen                           | Liste der Bodendenkmale in Pahlen                           |        |      |                          |
| Quickborn                        | Liste der Bodendenkmale in Quickborn (Dithmarschen)         |        |      |                          |
| Ramhusen                         | Liste der Bodendenkmale in Ramhusen                         |        |      |                          |
| Rehm-Flehde-Bargen               | Liste der Bodendenkmale in Rehm-Flehde-Bargen               |        |      |                          |
| Reinsbüttel                      | Liste der Bodendenkmale in Reinsbüttel                      |        |      |                          |
| Sankt Annen                      | Liste der Bodendenkmale in Sankt Annen (Dithmarschen)       |        |      |                          |
| Sankt Michaelisdonn              | Liste der Bodendenkmale in Sankt Michaelisdonn              |        |      |                          |
| Sarzbüttel                       | Liste der Bodendenkmale in Sarzbüttel                       |        |      |                          |
| Schafstedt                       | Liste der Bodendenkmale in Schafstedt                       |        |      |                          |
| Schalkholz                       | Liste der Bodendenkmale in Schalkholz                       |        |      |                          |
| Schlichting                      | Liste der Bodendenkmale in Schlichting                      |        |      |                          |
| Schmedeswurth                    | Liste der Bodendenkmale in Schmedeswurth                    |        |      |                          |
| Schrum                           | Liste der Bodendenkmale in Schrum                           |        |      |                          |
| Schülp                           | Liste der Bodendenkmale in Schülp (Dithmarschen)            |        |      |                          |
| Stelle-Wittenwurth               | Liste der Bodendenkmale in Stelle-Wittenwurth               |        |      |                          |
| Strübbel                         | Liste der Bodendenkmale in Strübbel                         |        |      |                          |
| Süderdeich                       | Liste der Bodendenkmale in Süderdeich                       |        |      |                          |
| Süderdorf                        | Liste der Bodendenkmale in Süderdorf                        |        |      |                          |
| Süderhastedt                     | Liste der Bodendenkmale in Süderhastedt                     |        |      |                          |
| Süderheistedt                    | Liste der Bodendenkmale in Süderheistedt                    |        |      |                          |
| Tellingstedt                     | Liste der Bodendenkmale in Tellingstedt                     |        |      |                          |
| Tensbüttel-Röst                  | Liste der Bodendenkmale in Tensbüttel-Röst                  |        |      |                          |
| Tielenhemme                      | Liste der Bodendenkmale in Tielenhemme                      |        |      |                          |
| Trennewurth                      | Liste der Bodendenkmale in Trennewurth                      |        |      |                          |
| Volsemenhusen                    | Liste der Bodendenkmale in Volsemenhusen                    |        |      |                          |
| Wallen                           | Liste der Bodendenkmale in Wallen (Dithmarschen)            |        |      |                          |
| Warwerort                        | Liste der Bodendenkmale in Warwerort                        |        |      |                          |
| Weddingstedt                     | Liste der Bodendenkmale in Weddingstedt                     |        |      |                          |
| Welmbüttel                       | Liste der Bodendenkmale in Welmbüttel                       |        |      |                          |
| Wennbüttel                       | Liste der Bodendenkmale in Wennbüttel                       |        |      |                          |
| Wesselburen                      | Liste der Bodendenkmale in Wesselburen                      |        |      |                          |
| Wesselburener Deichhausen        | Liste der Bodendenkmale in Wesselburener Deichhausen        |        |      |                          |
| Wesselburenerkoog                | Liste der Bodendenkmale in Wesselburenerkoog                |        |      |                          |
| Wesseln                          | Liste der Bodendenkmale in Wesseln                          |        |      |                          |
| Westerborstel                    | Liste der Bodendenkmale in Westerborstel                    |        |      |                          |
| Westerdeichstrich                | Liste der Bodendenkmale in Westerdeichstrich                |        |      |                          |
| Wiemerstedt                      | Liste der Bodendenkmale in Wiemerstedt                      |        |      |                          |
| Windbergen                       | Liste der Bodendenkmale in Windbergen                       |        |      |                          |
| Wöhrden                          | Liste der Bodendenkmale in Wöhrden                          |        |      |                          |
| Wolmersdorf                      | Liste der Bodendenkmale in Wolmersdorf                      |        |      |                          |
| Wrohm                            | Liste der Bodendenkmale in Wrohm                            |        |      |                          |